# Hibana taboga
Hibana taboga là một loài nhện trong họ Anyphaenidae.
Loài này thuộc chi Hibana. Hibana taboga được Antonio D. Brescovit miêu tả năm 1991.